# Luise Malzahnová
Luise Malhzahn, (* 9. června 1990 v Halle, Německo) je německá zápasnice – judistka.

## Sportovní kariéra
S judem začínala v 9 letech po vzoru starší sestry Claudie a pod vedením Olafa Schwertfegera. Připravuje se v rodném Halle pod vedením Wernera Schulze a Franka Borkowskiho.
V roce 2012 se kvalifikovala na olympijské hry v Londýně, ale při nominaci dostala přednost zkušenější Heide Wollertová.

### Vítězství
- 2013 – 1x světový pohár (Samsun)
- 2014 – 3x světový pohár (Düsseldorf, Samsun, Abú Dhabí)

## Výsledky
| Mistrovství světa  |    | — |    | —  | úč. | úč. |    | úč. | úč. | 3. |    |  |  |  |  |  |  |  |  |  |  |  |  |  |
| Evropské hry       |    |   |    |    |     |     |    |     |     | 2. |    |  |  |  |  |  |  |  |  |  |  |  |  |  |
| Mistrovství Evropy | —  | — | —  | —  | 7.  | 3.  | 5. | 5.  | 5.  | 2. | 3. |  |  |  |  |  |  |  |  |  |  |  |  |  |
| MS juniorů         | —  |   | 5. | 3. |     |     |    |     |     |    |    |  |  |  |  |  |  |  |  |  |  |  |  |  |
| ME dorostenců      | 1. |   |    |    |     |     |    |     |     |    |    |  |  |  |  |  |  |  |  |  |  |  |  |  |